# Новоолександрівка (Інгульська сільська громада)
Новоолекса́ндрівка — село в Україні, в Інгульській сільській громаді Баштанського району Миколаївської області. Населення становить 961 особу.

## Історія
Новоолександрівка заснована в 1863 році переселенцями з Херсонської і Полтавської губерній.
Станом на 1886 рік у селі Засельської волості Херсонського повіту Херсонської губернії мешкало 1307 осіб, налічувалось 253 дворових господарства, існували молитовний будинок, школа та 2 лавки.
У 1905 році новоолександрівці під керівництвом П. К. Гуньковського розгромили маєток князя Трубецького, а хліб і реманент поділили. Виступ був придушений царськими військами.

## Населення
Згідно з переписом УРСР 1989 року чисельність наявного населення села становила 937 осіб, з яких 428 чоловіків та 509 жінок.
За переписом населення України 2001 року в селі мешкали 953 особи.

### Мова
Розподіл населення за рідною мовою за даними перепису 2001 року:
| Мова       | Відсоток |
| ---------- | -------- |
| українська | 91,99 %  |
| російська  | 6,24 %   |
| молдовська | 1,35 %   |
| білоруська | 0,10 %   |
| інші       | 0,32 %   |

## Уродженці села
- Григор'єв Іван Якович — герой Радянського Союзу.
- Сизоненко Олександр Олександрович — український письменник.[1]

У селі похований військовий льотчик, капітан Вадим Мороз, уродженець Харківщини, який загинув у повітряному бою 3 березня 2022 року. У березні 2023 року встановлений пам'ятник.